# Kade Diawara
Pour les articles homonymes, voir Diawara.
Hadja Kadé Diawara de son vrai nom Kadé Diawara née en 1940  à Sangbarala (Kouroussa) et morte le  24 avril 2020 à Conakry, est une chanteuse guinéenne de la première génération musicale de l'Afrique des indépendances. 

## Biographie
Née d'une famille de Djeli (Griot), fils de Kerfala Diawara et de Tiguidanké Doukouré. Son père était un cultivateur et marchant ambulant de gourdes de calebasse et de riz qu'il récoltait pour vendre à Dabola et Bissikirima. Kadé Diawara fera une partie de son enfance à Kouroukoro avant que sa tante l'envoie en région forestière de la Guinée où elle restera jusqu'à son mariage. 

## Parcours musical
En Guinée, elle était connue comme l'archange de la musique mandingue.  
Diawara a commencé à chanter quand elle était jeune et à jouer avec son frère Djeli Fodé lui-même formé par son oncle Sékou Diawara.  
A l'occasion d'une tournée à l’intérieur du pays pour la mise en place de l' Ensemble Instrumental National de Guinée en 1958, elle va séduire par son interprétation du titre Malisadjô le directeur dudit Ensemble Elhadj Sidikiba Diabaté et le journaliste Emmanuel Kati, qui vont la faire venir à Conakry sur invitation du feu président Ahmed Sékou Touré. Sa sublime voix et ses chansons pleines de message séduiront le public africain des années 60 et lui permettront d'être considérée comme la deuxième belle voix d'Afrique après son compatriote Sory Kandia Kouyaté. 
Son talent lui a permis d'avoir un lien particulier avec le feu président Ahmed Sékou Touré  qui lui offrira un foyer à Conakry avant de déclarer peu après, tous les Djelis de l'époque comme fonctionnaire de l'Etat avec un salaire à la fin de chaque mois. 
Certaines de ses chansons sont dans The Syliphone Archive, une collection de chansons guinéennes enregistrées entre 1960 et 1990. La collection a été publiée en ligne par la British Library en 2019 
Elle va jouer avec l'ensemble instrumental national de la Guinée dans le monde entier en tant que choriste-soliste.  
À partir de 2000, elle a continué comme soliste. 

## Discographie
Elle a fait sortir trois albums, considéré comme la voie d'or africaine après Elhadj Sory Kandia Kouyaté, son maître-chanteur. 
En 1994, elle fait sortir son premier album en Côte d'Ivoire avec un arrangement de Sékouba Bambino Diabaté sous le titre Ambo avec le label Ninibou Productions.
Neuf ans plus tard en 2003 pour la sortie de Djina Moussa avec un arrangement de Kerfalla Kanté. 
En 2020, avec un accompagnement de Lamine Guirassy PDG de Hadafos Média qui avait financé totalement l'album. 
Le 24 avril 2020 à Conakry, à l'âge de 80 ans elle est décédée sans finaliser ce projet,.   

## Prix et reconnaissances
En 1967 : Elle a reçu la médaille d'honneur du travail ;
En 2010 : la médaille du Mérite culturel ; 
2011 
- officier de l'Ordre National du Mérite[7].